# Afonso de Paiva

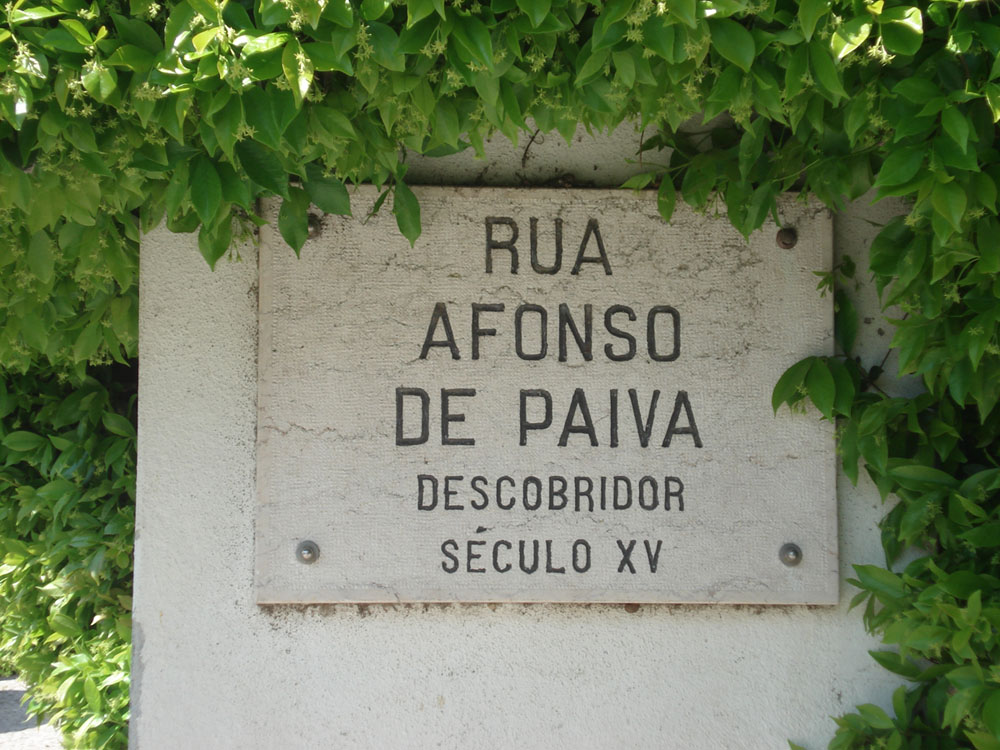
Placa toponímica da Rua Afonso de Paiva, em Lisboa, Portugal

Afonso de Paiva (c. 1443 – c. 1490), tornou-se explorador português a convite de D. João II para que fosse recolher informações do Oriente acerca das rotas comerciais e pontos de referência. Afonso de Paiva, que aprendera a falar árabe com os mercadores de Ceuta, e Pêro da Covilhã, que fizera já duas expedições a Berbéria e já conhecia os costumes e o falar dos árabes.
Afonso de Paiva nasceu em Castelo Branco, filho de família honrada. Herdou o cargo de escrivão de sisas na sua comarca natal, e escrivão real da comunidade hebraica, actividade que o colocou em contacto com muita gente do Levante e lhe permitiu aprender o hebreu e o árabe[carece de fontes?]. Participou na batalha de Toro ao lado do rei D. João II que lhe reconheceu os méritos de bom escudeiro. Por nele confiar, escolheu-o para acompanhar Pêro da Covilhã na demanda pelo reino do Preste João e da Índia.
Em 7 de Maio de 1487 partiram estes dois novos emissários de Santarém, bem providos de dinheiro e com indicações dadas pelos cosmógrafos da Corte, acerca do itinerário a seguir. Lisboa, Valência, Barcelona, Nápoles e Rodes, foram etapas da primeira parte da viagem. Depois, disfarçados de mercadores, passaram a Alexandria, de onde seguiram para o Cairo, para o Suez e para a Arábia (Toro). Depois partiram para Adem, onde chegaram em 1488. Aqui separaram-se, indo Pêro da Covilhã para a Índia e Afonso de Paiva para a Etiópia. Logo à chegada, além das naturais hostilidades de um meio desconhecido, foi Afonso de Paiva atacado de febres.
Afonso de Paiva não chegou a terminar a sua missão. Morreu antes de Pêro da Covilhã regressar do Cairo, depois de, durante um ano, ter percorrido a Índia e outras terras do Oriente. Voltando à costa de África, chegou a Sofala, de onde, por Adem e Tôro, regressou ao Cairo nos fins de 1490. D. João II veio a saber da morte de Afonso de Paiva por dois judeus que enviou.
Pêro da Covilhã, vindo do Cairo, achou a notícia da morte de Afonso de Paiva, que certamente sucumbira à moléstia que o atacara em Alexandria.
Não devem, por isso, estar certos os escritores que afirmam ter Afonso de Paiva acompanhado Covilhã até Adem, na entrada do Mar Vermelho, separando-se para ir este a Adem e aquele à Etiópia, já muito perto. Não se compreenderia assim como foi Afonso de Paiva morrer ao Cairo, pois não era provável, se tivesse ido à Etiópia, que de lá o deixassem logo sair, porque tal não era o costume no reino do negus, como se viu com o mesmo Pêro da Covilhã. E nem era provável que tendo por missão ir à Etiópia, voltasse, sem a cumprir, ao Cairo, onde já não tinha nada a fazer.